# Аму Хаджи
Аму Хаджи (Amou Haji; род. 20 августа; 1928; Иран, деревня Дезга — 23 октября 2022; Иран, Феррашбенд) — иранский отшельник. Известен тем, что не мылся более 60 лет.
Был включён в Книгу рекордов Гиннесса как самый грязный в мире человек.

## Биография
Аму Хаджи (прозвище) родился 20 августа 1928 года в иранской деревне Дезга. Его так прозвали местные жители, настоящее имя неизвестно.
Аму Хаджи жил в лачуге и земельной яме. Из-за опасений, что мыло и вода могут вызвать заболевание, он не мылся более 60 лет.
Питался Аму Хаджи мясом мёртвых животных, которых находил, пил воду из луж, курил трубку с экскрементами животных и бывало, что жил в норе, которую сам построил.

## Смерть
Несмотря на то, что он был убеждён, что гигиена навредит ему, Аму Хаджи дожил до 94 лет. Умер он вскоре после омовения, причём помылся впервые за 60 лет — его уговорили сделать это жители, которые жили недалеко от него. Смерть наступила 23 октября 2022 года в городе Феррашбенд в Иране.